# Bob Griese
College Football Hall of Fame 1984
Pro Football Hall of Fame 1990
(en) Statistiques sur pro-football-reference
Bob Griese, né le 3 février 1945 à Evansville (Indiana), est un joueur américain de football américain évoluant au poste de quarterback. Il a remporté deux Super Bowls avec les Dolphins de Miami.

## Biographie
Le 15 octobre 1972, Bob Griese se casse le bras à la suite d'un contact avec Deacon Jones, lineman des Chargers de San Diego. Malgré son absence, les Dolphins terminent la saison régulière invaincus. Griese revient sur les terrains lors de la finale de conférence puis dispute et gagne le Super Bowl VII le 14 janvier 1973. Griese et les Dolphins signent le doublé en remportant le Super Bowl VIII le 13 janvier 1974.
Après sa carrière sportive, il devient notamment commentateur pour les matchs télévisés de football américain universitaire. Pour rester en contact avec son domaine de prédilection, Griese a décidé de prendre un poste de commentateur sportif pour NBC Sports, faisant ainsi équipe avec Charlie Jones pour les parties de la National Football League (NFL). Plus tard, il est embauché par ABC Sports, au poste de consultant sportif pour les matchs de football américain inter-universitaires. Il forme équipe avec Keith Jackson, également commentateur sportif pour la chaîne télévisée. Ce nouveau poste lui offre de nombreuses occasions d'observer son fils, Brian Griese, jouer au poste de quarterback avec les Wolverines du Michigan. Au début, ABC Sports est réticente à l'idée de diffuser des matchs des Wolverines, craignant ainsi un conflit d'intérêts. Mais la direction décide de faire un essai : Bob, impartial et professionnel, n'épargne pas son fils de remarques ou critiques constructives.
En 2009, Griese devient consultant sportif pour l'équipe de football américain de l'Université du Minnesota. Griese prend sa retraite le 3 février 2011, le jour de son 66e anniversaire et organise une taquería pour l'occasion.

## Statistiques
- 2 491 tentatives de passes
- 1 453 passes complétées
- 18 919 yards gagnés en passe
- 146 touchdowns
- 122 interceptions

## Vie privée
Après sa carrière de commentateur, Bob vit avec sa seconde épouse, Shay, à Jupiter (Floride). En 2006, Bob gagne au jeu télévisé Wheel of Fortune ; il a reversé tous ses gains à la fondation qu'il a créée, Judi's House. 